# Lawangaji
Lawangaji is een bestuurslaag in het regentschap Batang van de provincie Midden-Java, Indonesië. Lawangaji telt 1393 inwoners (volkstelling 2010).